# AB Vakwerk
AB Vakwerk Schaatsteam is een marathonschaatsploeg onder leiding van Roy Boeve. Assistent-coach Jurre Trouw richt zich op de wetenschappelijke benadering. In 2022 werd Reggeborgh hoofdsponsor van de ploeg Hoolwerf Heiwerken-AB Vakwerk.
De ploeg doet zijn entree in de schaatssport in het seizoen 2014-2015 op het hoogste niveau, onder leiding van Yoeri Lissenberg. Met ingang van seizoen 2016/2017 wordt de ploeg versterkt met Gary Hekman en Rick Smit evenals ploegleider Roy Boeve die overkomen van uittredende ploeg Team Van Werven en op 17 oktober 2018 bereikte de ploeg overeenstemming met de Zuid-Koreaanse schaatser Seung-Hoon Lee.

## Seizoen 2018-2019
De volgende schaatsers maken in dit seizoen deel uit van het team:
- Gary Hekman;
- Christiaan Hoekstra;
- Willem Hoolwerf;
- Seung-Hoon Lee;
- Daniël Niero;
- Niels Overvoorde;
- Rick Smit;
- Jurre Trouw;
- Frank Vreugdenhil.
- Luc ter Haar.